# Rick Hoffman
Rick Edward Hoffman (ur. 12 czerwca 1970 w Nowym Jorku) – amerykański aktor, najbardziej znany z roli Louisa Litta w serialu W garniturach.

## Młodość i wykształcenie
Hoffman urodził się w Nowym Jorku jako syn Charlesa i Gail Hoffmanów. Dorastał w Roslyn Heights w stanie Nowy Jork wraz ze swoim bratem Jeffem Hoffmanem. Wychował się jako Żyd. Ukończył The Wheatley School w Old Westbury w stanie Nowy Jork, a następnie uczęszczał na Uniwersytet Arizony, specjalizując się w sztukach teatralnych. Po ukończeniu studiów przeniósł się do Los Angeles w Kalifornii, aby rozpocząć karierę aktorską.

## Kariera filmowa
Hoffman został obsadzony w swojej pierwszej roli, jako ochroniarz w Teorii spisku w 1997 roku. Miał kilka innych małych ról, dopóki nie otrzymał głównej roli Freddiego Sackera w serialu The $treet w 2000 roku, który został wycofany z anteny po siedmiu odcinkach, ale co pozwoliło mu rzucić pracę kelnera i przenieść się z powrotem do Nowego Jorku. 
Jego kolejne role telewizyjne obejmowały Terry'ego Loomisa w krótkotrwałym dramacie prawniczym Stevena Bochco Wbrew regułom w latach 2001-2002, Jerry'ego Besta w The Bernie Mac Show (2002-2005), Patricka Van Dorna w komedii Johna Stamosa Jake in Progress (2004-2005) i Chase'a Chapmana w komedii ABC Kim jest Samantha? (2007-2009). W 2011 roku dostał główną rolę jako Louis Litt w serialu USA Network W garniturach, w którym występował do 2019.
W latach późniejszych pojawił się na ekranie w piątym sezonie serialu Billions (zagrał w nim Dr. Swerdlowa), a w 2023 w filmie Thanksgiving.